# Liezen (distrikt)
Distriktet Liezen (tyska: Bezirk Liezen) är till ytan det största distriktet i Österrike och ligger i den norra delen av förbundslandet Steiermark. Distriktets huvudort är Liezen. Det är indelat i två deldistrikt: Området Liezen och Expositur Gröbming. 

## Området Liezen
Området är indelat i fyra stadskommuner, sju köpingskommuner och nio kommuner:
Stadskommuner (Stadtgemeinden):
- Bad Aussee
- Liezen
- Rottenmann
- Trieben

Köpingskommuner (Marktgemeinden):

- Admont
- Altenmarkt bei Sankt Gallen
- Bad Mitterndorf
- Gaishorn am See
- Irdning-Donnersbachtal
- Sankt Gallen
- Stainach-Pürgg

Kommuner (Gemeinden):

- Aigen im Ennstal
- Altaussee
- Ardning
- Grundlsee
- Landl
- Lassing
- Selzthal
- Wildalpen
- Wörschach

## Expositur Gröbming
Området är indelat i en stadskommun, tre köpingskommuner och fem kommuner:

Kommunerna i distriktet Liezen.

Stadskommun (Stadtgemeinde):
- Schladming

Köpingskommuner (Marktgemeinden):
- Gröbming
- Haus
- Öblarn

Kommuner (Gemeinden):
- Aich
- Michaelerberg-Pruggern
- Mitterberg-Sankt Martin
- Ramsau am Dachstein
- Sölk